# San Marino Stadium
Il San Marino Stadium, già Stadio Olimpico di Serravalle, è il più grande e capiente stadio calcistico della Repubblica di San Marino. Lo stadio ha ospitato le partite del San Marino Calcio dal 1969 al 2018 e attualmente ospita le partite interne della Nazionale di calcio di San Marino, la finale del Campionato Nazionale Sammarinese e le partite europee delle squadre della Repubblica.
Il 19 giugno 2011 papa Benedetto XVI ha celebrato una messa davanti a 20 000 persone nello stadio durante la sua visita a San Marino.

## Informazioni generali

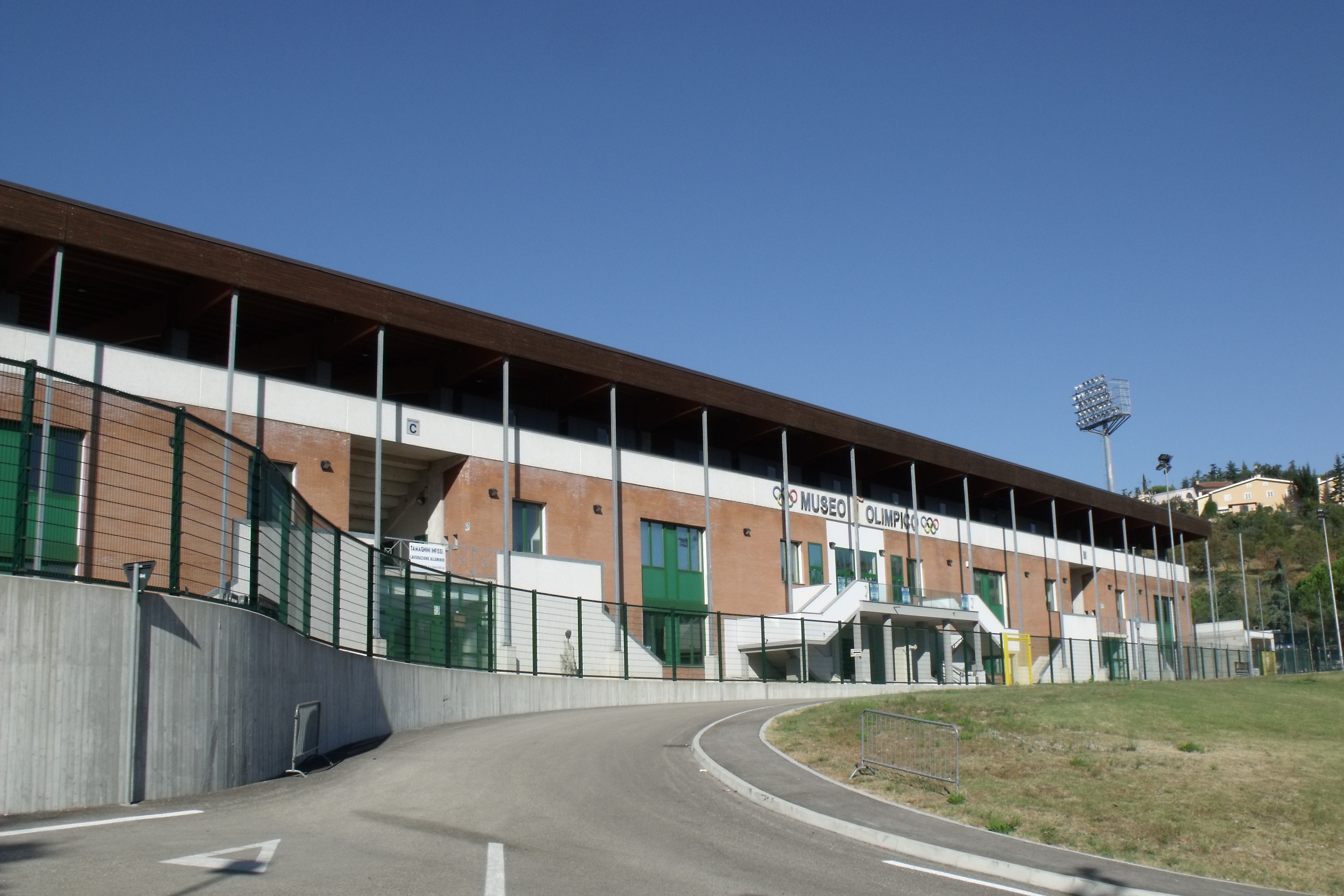
Esterno dell'impianto

Fu ultimato nel 1969, e denominato "olimpico" nel 1985 in occasione dei primi Giochi dei piccoli stati d'Europa patrocinati dal CIO.
Lo stadio Olimpico è situato in via Rancaglia a poche centinaia di metri dal confine con l'Italia ed ha una capienza complessiva di 4 877 posti, quasi totalmente al coperto e suddivisi nelle due tribune disposte sui lati lunghi del rettangolo di gioco (105 m × 65 m), peraltro separate dalla presenza della pista di atletica.
La tribuna principale è dotata di seggiolini ed è affiancata su ciascun lato da un settore scoperto; alle spalle sorge il complesso del Comitato Olimpico Nazionale Sammarinese (CONS), al cui interno si trovano la piscina olimpica, i campi per il calcetto e la pallacanestro. Sul lato opposto è stata aggiunta successivamente una seconda tribuna, il settore biancoblù dei Distinti anch'esso provvisto di copertura e destinato alle tifoserie avversarie. Quest'area è stata seriamente danneggiata nell'autunno 2003 quando, a causa del maltempo, parte della copertura ha ceduto rovinosamente.
Nell'estate del 2009 l'impianto, tra i primi al mondo, si è dotato di un terreno semi-sintetico realizzato con il sistema Football Green Live: ossia un manto erboso di nuova generazione, composto in larga quantità da erba naturale e da una parte in sintetico, che ha la funzione di rinforzare e rendere sempre agibile il terreno.
Il 2 settembre 2014 ha cambiato nome in San Marino Stadium alla presenza del presidente della FSGC Giorgio Crescentini, del presidente della FIGC Carlo Tavecchio, dei Capitani Reggenti Valeria Ciavatta e Luca Beccari, del Segretario allo Sport Teodoro Lonfernini. Per l'occasione sono state presentate le nuove migliorie all'impianto: al piano terra nuova mix zone e spogliatoi dotati dei più moderni comfort e servizi mentre al primo piano una moderna Area Ospitality dotata di cucina, ristorante, bar e Area Vip con vista panoramica sul campo da gioco, la nuova Sala Conferenze e la Technical Room. Al secondo piano è presente una palestra, uno spogliatoio, sala massaggi, ambulatorio medico, meeting room, ufficio video sorveglianza e studio TV. Nei lavori sono stati predisposti un nuovo parcheggio che sarà utilizzato dalle televisioni che produrranno gli eventi sportivi, un nuovo impianto di illuminazione del terreno di gioco e un nuovo passaggio che permetterà a giornalisti, fotografi e operatori di spostarsi dalla tribuna stampa alle aree adibite ai media all'interno della nuova struttura.
Nel giugno 2019 ha ospitato alcuni match del campionato europeo di calcio Under-21.